# Дорийский лад
Дорийский лад — один из натуральных ладов. Был широко распространён в античности и средневековье. Название происходит от одного из главных племён Древней Греции — дорийцев.
В основе этот лад диатоничен; простейшим его примером может служить последование белых клавиш на фортепиано от ре до ре. Звукоряд дорийского лада совпадает с натуральным минором, в котором VI ст. высокая. Дорийский лад, наряду с фригийским и эолийским, относится к группе натуральных ладов минорного наклонения.

## Древнегреческая музыка

### Строение дорийского лада
В древнегреческой системе дорийским назывался современный фригийский лад, а современный дорийский назывался фригийским. Октава разделялась на два одинаковых тетрахорда, между которыми ставился соединительный тон. Так фригийский тетрахорд имел следующее строение:
| тон-полутон-тон |

Дублированием фригийского тетрахорда через тон получался фригийский, ныне дорийский, лад:
| тон-полутон-тон+тон+тон-полутон-тон |

Теперь же фригийский лад стал древнегреческим дорийским и имеет уже другое строение: прослушатьо файле

### Этическое значение
Древние греки были очень чувствительны к музыкальному ладу: каждый лад они переживали с определённым этико-эстетическим содержанием. Так, Аристотель делит лады на этические, практические и энтузиастические. Последними он называет те лады, которые имеют целью вызывать восторженное и экстатическое состояние. Тут главное место принадлежит дорийскому (тогда фригийскому) ладу, который употреблялся в экстатических культах и характеризовал собою состояние экстатически возбуждённой души. Фригийский доходил до экстаза в смысле психического подъёма.
Каждое племя выступало со своей национальной музыкой, и каждое племя имело свой излюбленный музыкальный лад. Три лада — ныне дорийский, ионийский и эолийский — были тут наиболее известными и ярко выраженными. Фригийская (тогда) гамма первенствовала в духовых инструментах: первые её изобретатели Марсий, Гиагнид и Олимп были фригийцами. Дорийским ладом (ныне фригийским) пользовались органисты, авлеты и любые музыканты, склонные к орхестическим (хоровым) композициям.
Однако настолько употребительным фригийский лад был не всегда: вместе с вторжением в VII веке до н. э. дионисийской религии из Малой Азии в Древнюю Грецию проникла фригийская (ныне дорийская) и лидийская музыка. Главная черта этой музыки — оргиазм (прим., празднование оргий, таинств, особенно связанных с культом Диониса), — вероятно, имела ту или иную базу в Греции, и то, что стало потом называться фригийским ладом, таилось в разных углах самой Греции под другими названиями. Оба новых лада быстро укрепились в общегреческом художественном сознании; фригийский лад, как носитель большего оргиазма, стал существенным восполнением общегреческой художественной объективности. С фригийско-лидийским музыкальным сознанием в греческой музыке стало водворяться то возрожденческое, антично-возрожденческое мироощущение, которое станет одним из основных признаков всего известного античного культурного стиля. Это именно и есть тот Дионис, которого не хватало раньше эпическому Аполлону, и та малоазиатская флейта, которую вся древность переживала как необходимое экстатическое добавление к равномерно и усыпляюще журчавшей кифаре. Отныне эта противоположность дорийского и фригийского лада, кифары и флейты, Аполлона и Диониса, войдёт в плоть и кровь греческого музыкального сознания, и навсегда останется у грека ощущение в малоазиатских тональностях — как равно и во флейте, и в самом Дионисе, — чего-то экзотического, чего-то пришедшего со стороны и заимствованного.
На основе самой яркой противоположности — доризма и фригизма — стали распределять все прочие лады. Стали находить между ними то или другое родство, те или иные переходные звенья и т. д. Так, например, возник гипофригийский (ныне миксолидийский) лад, в котором страстность чистого фригизма, но который своею мягкостью приблизился к ионийскому и почти ничем от него не отличался, и т. д..
Вся древность противопоставляет фригийский (ныне дорийский) лад дорийскому (ныне фригийскому), как экстатическую, оргиастическую и даже корибантскую музыку, за одним удивительным исключением — Платоном, который рисует фригийскую тональность совершенно необычными чертами. Она для него характеризует мирную, ненасильственную жизнь, спокойное и привольное пребывание в мире с богами и людьми, мудрое и уравновешенное состояние солидного человека в нормальной обстановке. Удовлетворительно это расхождение Платона со всей древностью в оценке фригийского лада не удалось объяснить до сих пор.
Аристотель же, в свою очередь, критикует Платона за то, что тот сохраняет фригийский лад и отбрасывает флейту. По мнению Аристотеля, то и другое теснейше связано общим вакхическим духом.
Прокл называет этот лад «энтузиазным» (греч. ενθουσιοδες), «боговдохновенным» (греч. ενθεος) и просто «религиозным».
В связи с экстатическим характером фригийский лад несёт с собою и очищение. Поэтому исконное место фригийского лада — мистический культ (например, Великой Матери Кибелы) с его «иероманией» (то есть привязанностью к священникам) и восхождением. Культ Диониса тоже был местом очень крепкого действия фригийского (ныне дорийского) лада.

## К Средневековью
Церковные лады представляли единую систему ладов, построенных на основе таких понятий, как амбитус, реперкусса и финалис. В рамках этой системы каждый лад назывался тоном, имел свой номер и подвид. Первый автентический тонус (protus authenticus) стали именовать дорийским ладом (по Боэцию, см. рисунок ниже):
Первый тонус (дорийский от d) занимал исходное положение в системе средневековых ладов, наделялся, подобно C-dur в мажорно-минорной системе, характером торжественным, величавым, спокойным. В дорийском ладу его главнейшими основными тонами считались I, V, а также III ступени.
Переданная Боэцием систематизация греческих транспозиционных гамм Птолемея (транспозиций «совершенной системы», которые воспроизводили названия ладов — фригийский, дорийский и т. д., — но только в обратном, восходящем порядке) в «Alia musica» была ошибочно принята анонимным средневековым автором IX века за систематизацию ладов, — так названия дорийского и фригийского ладов поменялись местами.

### Дорийский лад
Всякая ладовая система у древних греков расценивалась с точки зрения того или иного тяготения тонов, а следовательно, и с точки зрения ладового тяготения. То есть утверждать, что дорийский (тогда фригийский) лад Древней Греции — есть исключительно модальный, нельзя; в нём присутствует своя собственная функциональная система тонов, отличная от привычных нам минора и мажора.
На всём протяжении развития западной модальной системы именно дорийский лад был центральным среди средневековых церковных ладов.
В качестве примера дорийского лада в церковных песнопениях можно привести партитуру баритона из гимна «Ave maris stella»:
Переменный дорийский лад (I тон со II тоном) встречается в секвенции «Dies irae»:
Также в дорийском ладу написан гимн «Ut queant laxis» и григорианский антифон I тона «Ессе nomen Domini» (Antiphonale monasticum) и т. д.
Основной лад 49-хорала «Mit Fried' und Freud' fahr' ich dahin» И. С. Баха — ре-дорийский.
Вскоре, с развитием музыкальной истории, стало ясно, что все семь ладов не есть особенность конкретно Древней Греции и (затем) григорианских хоралов: они встречаются у многих других народов в самых разных частях света. Так, например, дорийский тетрахорд, лежащий в основе самого лада, в древнерусской системе назывался «укосненным», — построенный на нём лад (то есть дорийский) можно заметить в русских народных песнях «Про татарский полон» (от ноты ми), «Не было ветру» и множестве других.
Весьма ярким примером использования дорийского лада в английской народной музыке являются песни «Пьяный матрос» и «Ярмарка в Скарборо».
В индийской системе ладов (тхатов) дорийский лад назывался «кафи». В арабской системе ладов (макамов) А. Джами также присутствует дорийский лад под именованием «хиджа́з».
Лишь в XVI веке, а особенно в XVII, по мере приближения к новой системе мажора и минора, дорийский лад от ре был вытеснен тональностью C-dur.

## Современность

### Эпоха романтизма
От эпохи романтизма XIX века начинается процесс возрождения модальности и её постепенной эмансипации от тональности (Шопен, Глинка, Римский-Корсаков, Мусоргский, Григ и некоторые другие композиторы). Естественно, что в эту эпоху модальные лады поначалу ответвляются от мажора и минора — тональных ладов, либо как лады производные, либо на основе смешения ладов или своего рода «альтерации» (хроматического изменения звуков) отдельных аккордов.
Так дорийский лад можно услышать в части 2 (Сосна) из «Элегического цикла для фортепиано и голоса» Э. Грига (op. 59), в части 1 (Вступление и Королевский марш льва) из сюиты «Карнавал животных» К. Сен-Санса, в хоре «На кого ты нас покидаешь» из «Бориса Годунова» М. П. Мусоргского и т. д.
Однако, отпочковавшись от тонально-функциональной системы мажора и минора, новая модальность быстро развивается в сторону максимально возможного удаления от неё и предельного выявления модальной специфики (Стравинский, Барток, Мессиан и др.).

### Дорийский лад в XX веке
Мощный стимул к развитию модальности в ХХ в. был дан нарастающими волнами интереса к народной музыке, вплоть до тенденции к цитатно-точному воспроизведению её характерных особенностей.
Так, например, ре-дорийский лад использовал Прокофьев С. С. в третьей части «Мимолётностей» для придания особого колорита мелодии:
Примеры использования дорийского лада можно найти в части 5 («Маленький пастух») сюиты «Детский уголок» и Прелюдии № 6 «Шаги на снегу» (1910) К. Дебюсси, в части 3 (Балалайка) «5 лёгких пьес для фортепиано в 4 руки» и в стихотворении № 1 («Душу сковали») из «2 стихотворений для баса с фортепиано» И. Ф. Стравинского, в XIX вариации из «Рапсодии на тему Паганини для фортепиано с оркестром» С. В. Рахманинова и других.